# علاء الدين باشا (وزير)

علاء الدين باشا أو علاء الدين بك (بالتركية الحديثة: Alâeddin Paşa)، أول صدر أعظم في الدولة العثمانية، عينه السلطان عثمان بن أرطغرل، وأول صدر أعظم في عهد السلطان أورخان غازي، مدة ولايته دامت أحد عشر سنة ما بين سنة 720-731هـ الموافق 1320 ـ 1331 م.
اسم والده كمال الدين  ، وبالتالي كان يطلق عليه علاء الدين بن الحاج كمال الدين كان من مدينة جندري، موطن أسرة جاندرلي الشهيرة أيضًا. كان فقيهاً في الشريعة الإسلامية.  وجاء تعيينه كوزير خلال السنوات الأخيرة من حكم عثمان الأول (في عام 1320).  واستمر خلال عهد أورخان بك.  ونظرًا إلى أنه لم يكن هناك سوى وزير واحد في الديوان خلال السنوات الأولى للحكم العثماني ، فإن لقبه لم يكن في الواقع وزيرًا كبيرًا ، لكن منصبه كان مكافئًا لمركز الوزارات الكبرى اللاحقة.  ولهذا السبب ، يُعرف باسم أول صدر أعظم في الإمبراطورية العثمانية.
أسس أول جيش دائم للسلطان العثماني ، والذي أصبح فيما بعد الجيش الإنكشاري.  ارتدى الفيلق الجديد قبعات بيضاء على عكس الجنود التركمان السابقين الذين كانوا يرتدون قبعات حمراء.  انتهت خدمة علاء الدين كوزير كبير قبل عام 1333. 
تزعم بعض المصادر أن علاء الدين باشا كان شقيق أورخان. على الرغم من أن أورخان كان له أخ يدعى علاء الدين باشا ، إلا أنه لا يُعتقد أن الأخ علاء الدين والوزير علاء الدين هما نفس الشخص.
توفي حوالي سنة 731هـ الموافق 1331م ودفن ببورصة. وخلفه نظام الدين أحمد باشا كصدر أعظم.